# Rock Star Supernova
Rock Star: Supernova var ett TV-program från CBS som i Sverige sändes av TV 3 och TV 6. Det var en dokusåpa som handlade om 10 rocksångare som tävlade om en plats i bandet Rock Star Supernova tillsammans med stjärnorna Tommy Lee (Mötley Crüe), Jason Newsted (Voivod, f.d. Metallica) och Gilby Clarke (f.d. Guns N' Roses). Dessa tre var också domare och Dave Navarro var programledare för showen.
En deltagare blev utslagen varje vecka och den person som blev sist kvar fick bli sångare i bandet Rock Star Supernova. Vann gjorde Lukas Rossi (Rise Electric and ex-Cleavage).

## Medlemmar
- Sång: Lukas Rossi (Rise Electric and ex-Cleavage)
- Gitarr: Gilby Clarke (f.d Guns N' Roses)
- Bas: Jason Newsted (Voivod, f.d Metallica)
- Trummor: Tommy Lee (Mötley Crüe)

## Album
- Rock Star Supernova (November 21, 2006)

## Singlar
- It's All Love (2006)
- Be Yourself (and 5 Other Cliches) (2006)
- Headspin (2007)